# Poplyfe
PopLyfe, alternadamente estilada como POPLYFE, é uma banda de teen  pop de Oakland, Califórnia, que foi um dos competidores da 6ª temporada do America's Got Talent. Eles terminaram em quarto lugar na competição após realizar um medley do Queen na final.
Os integrantes da  banda são Kehlani Parrish, Dylan Wiggins, Jaden Wiggins, e Ali-Kahn Lochin. Vários músicos e vocalistas participaram da banda, incluindo Zendaya, Gabby Wilson, Denzel Merrit, Dillon Ingram, Cole Berliner, Jared Anderson e Chasity Hinson.  No America's Got Talent, a idade dos artistas variou entre 13 e 18 anos. Tanto Dylan e Jaden Wiggins são filhos do produtor D'wayne Wiggins, um membro do Tony! Toni! Toné! e produtor da Poplyfe. Lochin é primo dos irmãos Wiggins. A maioria dos membros do grupo é de alunos da Oakland School of Arts.
A PopLyfe viajou com Zendaya, a estrela da série da Disney Shake It Up, na turnê Swag It Out Tour.
A integrante da PopLyfe Kehlani Parrish deixou a banda logo após o fim do America's Got Talent devido a várias disputas de gestão e contratuais.